# Jesús Murillo
Jesús Steven Murillo León (Cali, Valle del Cauca, Colombia; 17 de agosto de 1993) es un futbolista colombiano que juega como lateral izquierdo.

## Clubes
| Club                | País                | Año                 | Part | Goles |
| ------------------- | ------------------- | ------------------- | ---- | ----- |
| Patriotas Boyacá    | Colombia            | 2013 - 2014         | 15   | 0     |
| Barranquilla F. C.  | Colombia            | 2015 - 2017         | 96   | 1     |
| Alianza Petrolera   | Colombia            | 2018                | 5    | 0     |
| Jaguares de Córdoba | Colombia            | 2019                | 9    | 0     |
| Total en su carrera | Total en su carrera | Total en su carrera | 124  | 1     |

## Palmarés

### Distinciones individuales
| Distinción                                        | Año  |
| ------------------------------------------------- | ---- |
| Once Ideal de la Liga de Campeones de la Concacaf | 2020 |

## Vida personal
Jesús es el hermano gemelo del también futbolista David quien juega en el Once Caldas de la Categoría Primera A de Colombia.